# Museumsverband Rheinland-Pfalz
Der Museumsverband Rheinland-Pfalz (MV RLP) ist ein eingetragener Verein und hat seinen Sitz in Ludwigshafen am Rhein. Er vertritt die Interessen der rund 450 Museen in Rheinland-Pfalz.

## Geschichte

### Gründung
Die Gründung des Verbandes erfolgte 1992. Mit Fortbildungsveranstaltungen und Exkursionen verfolgte er das Ziel, die Vernetzung und Professionalisierung seiner Mitglieder zu fördern. Mit der Einrichtung einer eigenständigen Geschäftsstelle 1999 nahm der Verband zusammen mit dem Ministerium für Bildung, Wissenschaft, Weiterbildung und Kultur (MBWWK) eine grundlegende Analyse der Museumslandschaft vor. 2001 übertrug das MBWWK die Museumsberatung und die Projektförderung der Museen an den Museumsverband. Seither erhält er eine institutionelle Förderung durch das Land Rheinland-Pfalz.
Zuvor oblag die Beratung der nichtstaatlichen Museen den Direktoren der Landesmuseen in Mainz (Landesmuseum Mainz), Koblenz (Landesmuseum Koblenz), Trier (Rheinisches Landesmuseum Trier) und dem Historischen Museum der Pfalz in Speyer. Als sogenannte „staatliche Vertrauensleute für die Museumsberatung“ setzten sie sich – im Rahmen ihrer Dienstgeschäfte – für einen regelmäßigen Austausch von haupt- und ehrenamtlichen Museumsmitarbeitern ein.

### Entwicklung der Museumslandschaft Rheinland-Pfalz
Bis 1950 gab es in Rheinland-Pfalz nur etwa 50 Museen. Zwischen 1950 und 1970 kamen zu diesen insgesamt rund 25 weitere hinzu. Mit den 1970er Jahren setzte ein „Museumsboom“ ein; Von 1970 bis 2000 konnten über 250 Museen verzeichnet werden. Rheinland-Pfalz ist aufgrund seiner überwiegend ländlichen Struktur vor allem geprägt durch kleinere, ehrenamtlich betreute Museen. Sie machen einen Anteil von rund 65 % der Museumslandschaft aus.

## Aufgaben

### Ziele
Ziel seiner Arbeit ist es, die Museumslandschaft in Rheinland-Pfalz zu professionalisieren. Hierzu fördert er die Vernetzung der Museen untereinander und bietet eine umfangreiche fachliche kollektive sowie individuelle Beratung für Museen und deren Träger an. Darüber hinaus berät er neben dem Ministerium für Bildung, Wissenschaft, Weiterbildung und Kultur (MBWWK) andere politische Gremien im Land sowie Vertreter von Bildungs-, Sozial- und Tourismuseinrichtungen. Zudem pflegt der Verband eine enge Zusammenarbeit mit den Museumsberatungseinrichtungen der Bundesländer (KMBL), dem Deutschen Museumsbund, dem Institut für Museumsforschung, dem Netzwerk der europäischen Netzwerkorganisationen (NEMO) sowie dem International Council of Museums (ICOM). Diese Aufgaben werden geleistet vom ehrenamtlich arbeitenden Vorstand des Museumsverbands sowie den Mitarbeitern der Geschäftsstelle.

### Beratungsleistungen
Zur Qualitätssicherung und Weiterbildung setzt der Verband auf ein dreistufiges System aus Vernetzung, kollektiver und individueller Beratung. Der Museumsverband berät auch zur Projektförderung der Museen, hierbei agiert er überparteilich, unabhängig und fachlich orientiert an den Kernaufgaben eines Museums: Sammeln, Bewahren, Forschen, Ausstellen und Vermitteln.
Darüber hinaus besteht seit 2004 ein freiwilliges Registrierungssystem, nach dem bewertet wird, „ob ein Museum entsprechend seiner Art, Struktur und Lage angemessene Qualitätsstandards erfüllt“.
In regelmäßigen Abständen bietet der Museumsverband Informationsveranstaltungen und Fortbildungen zu aktuellen museumsspezifischen Themen an. Für Mitglieder ist die Teilnahme mit geringen Kosten verbunden. Die Inanspruchnahme der individuellen Beratung – schriftlich, telefonisch oder vor Ort – ist für alle Museen im Land kostenfrei. Die öffentliche Museumsberatung in Rheinland-Pfalz ist Bestandteil der Förderung der nichtstaatlichen Museen.

### Museumsportal
Der Museumsverband betreibt seit 2003 das Museumsportal Rheinland-Pfalz, welches 2019 ein umfangreiches Relaunch erhalten hat. Das Portal ist die zeitgemäße Weiterführung der zuvor gedruckten Museumsverzeichnise und bietet vielfältige Recherchemöglichkeiten. Im Portal findet man Angebote von über 400 rheinland-pfälzischen Museen, z. B. Informationen zu deren Dauer- und Sonderausstellungen, aber auch zu den Vermittlungsangeboten für Familien und Kinder.

## Mitglieder, Vorstand und Geschäftsführung
Im Jahr 2021 waren von den ca. 450 Museen in Rheinland-Pfalz 220 institutionelles Mitglied im Verband. Viele der ehrenamtlich betreuten Museen bevorzugen jedoch eine persönliche Mitgliedschaft. 2014 belief sich die Gesamtzahl der Mitglieder des Verbands auf 252 Museen und Privatpersonen, 2022 beläuft sich die Gesamtzahl auf 279 institutionelle und persönliche Mitgliedschaften. Der Vorstand des Museumsverbands Rheinland-Pfalz setzt sich zusammen aus hauptamtlichen Museumsleiterinnen und -leitern, die sich ehrenamtlich beim Verband engagieren, sowie der Geschäftsführung des Museumsverbands Rheinland-Pfalz. Vorstandsvorsitzende des Vereins war bis zum Sommer 2023 Elisabeth Dühr, langjährige Leiterin des Stadtmuseums Simeonstift Trier. Als ihr Nachfolger wurde Alexander Schubert, Direktor des Historischen Museums der Pfalz in Speyer, ins Amt gewählt. Im Dezember 2022 ging Bettina Scheeder, die seit 2002 hauptamtliche Geschäftsführerin des Museumsverbands war, in den Ruhestand. Ihre Nachfolge als Leiterin der Geschäftsstelle hat Miriam Anders im Januar 2023 angetreten.